# Mysen (stacja kolejowa)
Mysen – kolejowy przystanek osobowy w Mysen, w regionie Østfold w Norwegii, jest oddalony od Oslo Sentralstasjon o 64,77 km i 39,47 km od Ski. Jest położony na wysokości 106,7 m n.p.m.

## Ruch pasażerski
Należy do linii Østfoldbanens østre linje. Jest elementem - kolei aglomeracyjnej w Oslo - w systemie SKM ma numer  560.  Obsługuje Rakkestad, Ski i Oslo Sentralstasjon i Skøyen. Pociągi odjeżdżają co godzinę. Jest to ich jedyne miejsce zatrzymania między Oslo i Ski.

## Obsługa pasażerów
Wiata, poczekalnia, kasa biletowa, automat biletowy, parking, parking rowerowy, kawiarnia, ułatwienia dla niepełnosprawnych, bankomat, kiosk, przystanek autobusowy, postój taksówek.